# يو إف سي ليلة القتال النهائي 5
يو إف سي ليلة القتال النهائي 5 (بالإنجليزية: UFC Ultimate Fight Night 5)‏ هو حدث لفنون القتال المختلطة نظمته يو إف سي، أُقيم في 28 يونيو 2006، على فندق وكازينو هارد روك في لاس فيغاس، نيفادا، الولايات المتحدة.